# Pecatonica (Illinois)
Pecatonica es una villa ubicada en el condado de Winnebago en el estado estadounidense de Illinois. En el Censo de 2010 tenía una población de 2195 habitantes y una densidad poblacional de 653,43 personas por km².

## Geografía
Pecatonica se encuentra ubicada en las coordenadas 42°18′33″N 89°21′26″O / 42.30917, -89.35722. Según la Oficina del Censo de los Estados Unidos, Pecatonica tiene una superficie total de 3.36 km², de la cual 3.32 km² corresponden a tierra firme y (1.16%) 0.04 km² es agua.

## Demografía
Según el censo de 2010, había 2195 personas residiendo en Pecatonica. La densidad de población era de 653,43 hab./km². De los 2195 habitantes, Pecatonica estaba compuesto por el 97.72% blancos, el 0.18% eran afroamericanos, el 0% eran amerindios, el 0.32% eran asiáticos, el 0% eran isleños del Pacífico, el 0.55% eran de otras razas y el 1.23% pertenecían a dos o más razas. Del total de la población el 1.46% eran hispanos o latinos de cualquier raza.